# Johann Gustav Hermes
Johann Gustav Hermes (Königsberg, 20 de junho de 1846 – Bad Oeynhausen, 8 de junho de 1912) foi um matemático alemão. Hermes é conhecido por completar um polígono com 65537 lados.

## Vida pregressa
Hermes nasceu em 20 de junho de 1846 em Königsberg, uma antiga cidade alemã (atualmente Kaliningrado, Rússia). Hermes foi educado no Kneiphöfische Gymnasium. Obteve o Abitur (exame final) na escola em 1866. Após concluir o ensino médio, estudou matemática de 1866 a 1870, principalmente em Königsberg. Seus estudos foram interrompidos devido à sua participação na Guerra Franco-Prussiana de 1870 a 1871.

## Formação
Em 14 de dezembro de 1872 concluiu seus estudos e se formou em matemática. Em 5 de abril de 1879 obteve um doutorado, com a tese "Redução do problema da ciclotomia em equações lineares (para números primos da forma 2m+1)" (em alemão: "Zurückführung des Problems der Kreistheilung auf lineare Gleichungen (für Primzahlen von der Form 2m+1)").

## Carreira
Após um ano de estágio no Realgymnasium de Insterburg (atual Chernyakhovsk) em 1873, Hermes trabalhou como professor no Progymnasium do Orfanato Real de Königsberg na Prússia (em alemão: Königliches Waisenhaus zu Königsberg in Preußen). Começando em 1883, foi um Oberlehrer (ou professor superior). Em 1893 foi professor no Georgianum Gymnasium em Lingen. Finalmente, em 1 de abril de 1899 foi professor e diretor do Osnabrück Realgymnasium (atualmente denominado Ernst-Moritz-Arndt-Gymnasium).
Em 31 de dezembro de 1906 pediu uma aposentadoria antecipada do cargo por motivo de doença.

### Realizações
Em 1894 completou o seu esforço de uma década para encontrar e escrever um procedimento para a construção do polígono com 65537 lados regular exclusivamente com um compasso e uma régua. Seu manuscrito, com mais de 200 páginas, está atualmente localizado na Universidade de Göttingen.
Em seu discurso inaugural como diretor no Osnabrück Realgymnasium em 11 de abril de 1899, elogiou o conceito de dever do filósofo Immanuel Kant, que também era residente em Königsberg. Ele terminou com as palavras "Geduld ist die Pforte der Freude." ("A paciência é a porta para a alegria.")

## Vida privada
Hermes adoeceu em dezembro de 1906. Morreu em 8 de junho de 1912. Hermes está sepultado em Osnabrück, Alemanha.